# Gewog di Dzomo
Il gewog di Dzomo è uno degli undici raggruppamenti di villaggi del distretto di Punakha, nella regione Centrale, in Bhutan.